# František Zapletal (matematik)
František Zapletal (24. května 1924 Přerov – 20. ledna 1988 Olomouc) byl český matematik a učitel.

## Život
František Zapletal v mládí studoval na reálném gymnáziu v Přerově a Holešově a poté byl totálně nasazen v Německu. Po válce v roce 1949 absolvoval Přírodovědeckou fakultu Masarykovy univerzity, kde získal aprobaci pro matematiku a tělesnou výuku. V průběhu studia vykonal rovněž odborné zkoušky ze statistiky a účetnictví na právnické fakultě, státní zkoušky z léčebné a rehabilitační tělesné výchovy a mnoho zájmu věnoval rovněž studiu antropologie a práci na Antropologickém ústavu Masarykovy univerzity. Působil pak na základní škole v Němčicích nad Hanou, na základní učňovské škole v Prostějově a na Střední průmyslové škole stavební v Prostějově. Od roku 1966 působil na Pedagogické fakultě Univerzity Palackého jako odborný asistent na katedře matematiky, od roku 1970 jako její vedoucí. V roce 1982 byl jmenován docentem v oboru teorie vyučování matematice.